# The Galaxies (álbum)
The Galaxies é o único álbum da banda paulista de rock psicodélico The Galaxies. Ele foi lançado em 1968 em formato vinil com o selo Som Maior Label Brazil.
Com poucas cópias prensadas, o disco acabou se tornando um dos mais raros do rock brasileiro, sendo procurado por colecionadores de psicodelia sessentista em todo o mundo. Alguns lojistas e colecionadores estimam que na época tenham sido prensados apenas 500 exemplares do disco, ou menos.
Em 2016, o álbum foi mencionado no livro "Lindo Sonho Delirante – 100 Discos Psicodélicos do Brasil", do jornalista, pesquisador e colecionador de LPs, Bento Araújo.

## Faixas
| Lado A 01 - Hey!!! 02 - Can't Judge a Book by Looking 03 - Orange Skies 04 - I'm Not Talking 05 - Ain't Gonna Lie 06 - Linda Lee | Lado B 01 - Mellow Yellow 02 - Concrete and Clay 03 - Que Vida 04 - How Does That Grab You Darling 05 - Slow Down Baby 06 - Farmer John |

### Créditos Musicais
- Zeca de Aquino (bateria)
- Alcindo Maciel (baixo)
- Jocelyn Anne Odams (vocal e maracas)
- David Charles Odams (guitarra e vocal).
- Carlos Eduardo “Tuca” Aun (guitarra) [não creditado no álbum]

## Relançamento
Em 2002 o álbum saiu da obscuridade e ganhou uma versão parcial (com apenas 8 faixas) e pirata em vinil de 10 polegadas, através do selo italiano Misty Lane.
Em 2015, uma nova reedição do vinyl foi lançada, desta vez também em formato CD. Esta foi também a primeira autorizada pelos integrantes da banda. Além de resgatar o álbum na íntegra, com todas as 12 músicas, conta ainda com duas faixas bônus completamente inéditas, extraídas de um acetato fornecido pelo baterista Zeca de Aquino.
O disco ganhou prensagem 180 Gramas, com corte em DMM (Direct Metal Mastering) no Leste Europeu. A arte de capa e contracapa foram mantidas exatamente iguais a edição original de 1968, a exceção da inclusão de um Obi.

### Faixas
Lado A
01 - Hey!!!

02 - Can't Judge a Book by Looking

03 - Orange Skies

04 - I'm Not Talking

05 - Ain't Gonna Lie

06 - Linda Lee

07 - Happy Together *unreleased track

Lado B
01 - Mellow Yellow

02 - Concrete and Clay

03 - Que Vida

04 - How Does That Grab You Darling

05 - Slow Down Baby

06 - Farmer John

07 - Hey!!! *unreleased outtake